# 琴學入門

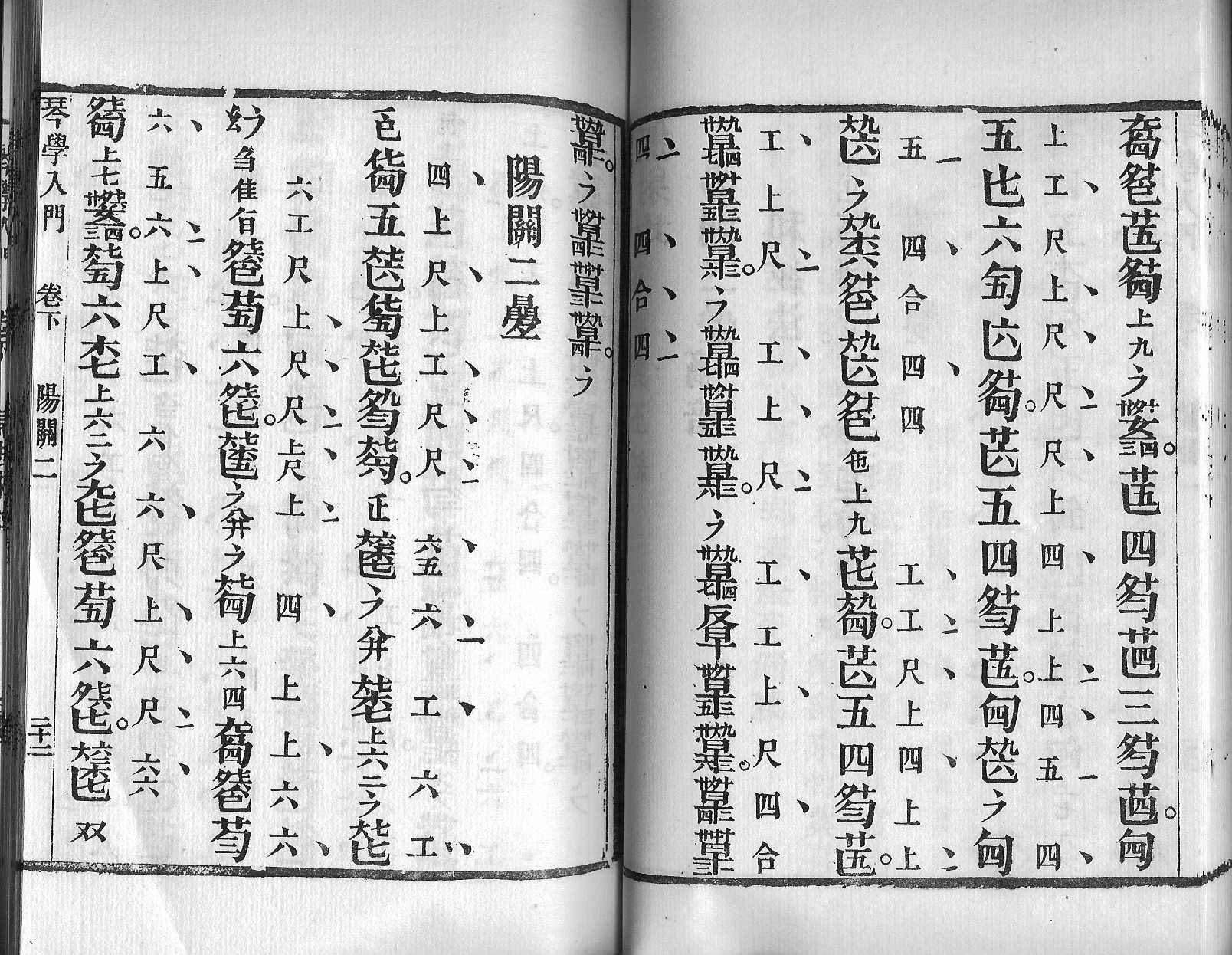
《琴学入门》

《琴學入門》，古琴譜，清同治三年張鶴撰。

## 琴譜背景
清代琴學從康熙時起即由廣陵派稱盛，直到太平天國時期，江淮間軍事緊張，這時福建浦城的祝秋齋、祝鳳喈（桐君）兄弟曾來到上海，得琴壇盛名。上海玉清宮道人張隺（靜薌）從祝桐君學琴，於同治三年把祝所著《與古齋琴譜》摘要錄出，和祝所傳給他的二十個大曲刻了這一部琴譜。這時江南琴壇正在衰歇，唯獨祝氏的琴學大盛，甚至傳到了京師。
祝氏的《與古齋琴譜》，只完成了琴律、琴材、製琴和指法等部分，並已刊行。據他自稱還有二百多個琴曲正在整理，未出稿，祝桐君就死了。現在只能認《琴學入門》所刊的琴曲是經他整理過的。

## 特色
其記譜方式除了傳統的減字譜，增加了工尺譜並且點拍。